# 铃木信一朗
铃木信一朗（日语：／ Suzuki Shinichiro，1934年11月21日—），日本男子拳击运动员。他曾代表日本参加1958年亚洲运动会拳击比赛，获得一枚银牌。他也曾参加1956年夏季奥林匹克运动会。